# Michel Delpon
Pour les articles homonymes, voir Delpon.
 (mars 2021).
Si vous disposez d'ouvrages ou d'articles de référence ou si vous connaissez des sites web de qualité traitant du thème abordé ici, merci de compléter l'article en donnant les références utiles à sa vérifiabilité et en les liant à la section « Notes et références ».
Michel Delpon, né le 13 août 1949 à Lafitte (Tarn-et-Garonne), est un homme politique français.
Membre de La République en marche, il est le député de la 2e circonscription de la Dordogne de 2017 à 2022.

## Biographie

### Études et carrière professionnelle
Michel Delpon est diplômé de l'université des Sciences de Toulouse (licence de chimie biologie) ; de la faculté de Pharmacie de Montpellier (diplôme national d'œnologue) ; de la Business School de Montpellier (ingénieur commercial).
Il mène exclusivement sa carrière professionnelle chez Producta Vignobles, entreprise de production et commercialisation de vins de Bordeaux et de Bergerac, en tant que directeur commercial, jusqu'à sa retraite en 2013. 
Il devient ensuite consultant de la société TSO (Terroir du Sud-Ouest), négociant en vins de Bergerac et de Bordeaux.
Il a mené en parallèle deux mandats de présidence de l'interprofession des vins de Bergerac. (IVBD)

### Engagement associatif
En 2004, rescapé du tsunami de dans l'océan Indien au Sri Lanka,il fonde l'association « MAB - Sri Lanka » (aide humanitaire et secours en cas de catastrophes naturelles). 
Il fonde également l'association « Cyrano à Bergerac », en 2015, et la préside depuis. Il est ainsi à l’origine de la création du musée « Quai Cyrano », qui ouvrira ses portes en 2020 à Bergerac.

### Carrière politique
Entre 2001 et 2008, il est élu dans l'équipe municipale d'opposition à Bergerac. Il est candidat sans étiquette lors des élections législatives de 2012 dans la 2e circonscription de la Dordogne ; il n'est pas élu. Le 6 avril 2016, il adhère à En marche !, le mouvement créé par Emmanuel Macron, dont il devient le référent départemental en Dordogne le 1er septembre de la même année. Le 11 mai 2017, il est désigné candidat du mouvement pour les élections législatives. Arrivé en tête au premier tour avec près de 34,73 % des voix, il est élu le 18 juin, au second tour, député de la 2e circonscription avec 66,32 % des voix.
Lors des élections législatives de 2022, il est battu au second tour par le candidat RN Serge Muller, qui obtient 50,44 % des suffrages (300 voix d'écart).
Il est nommé « ambassadeur France 2023 pour l'hydrogène » dans le cadre du programme d'investissements France 2030.

## Distinctions
- 2000 : chevalier de l'ordre du Mérite agricole
- 2010 : Médaille d'honneur agricole

## Publications
- Les vins de Bergerac - Le Périgord pourpre, Éditions Féret, 2002
- Hydrogène Renouvelable, l'énergie verte du monde d'après, Nombre7 Hippocrate, 2021 (présentation en ligne)